# Údolí Mexika

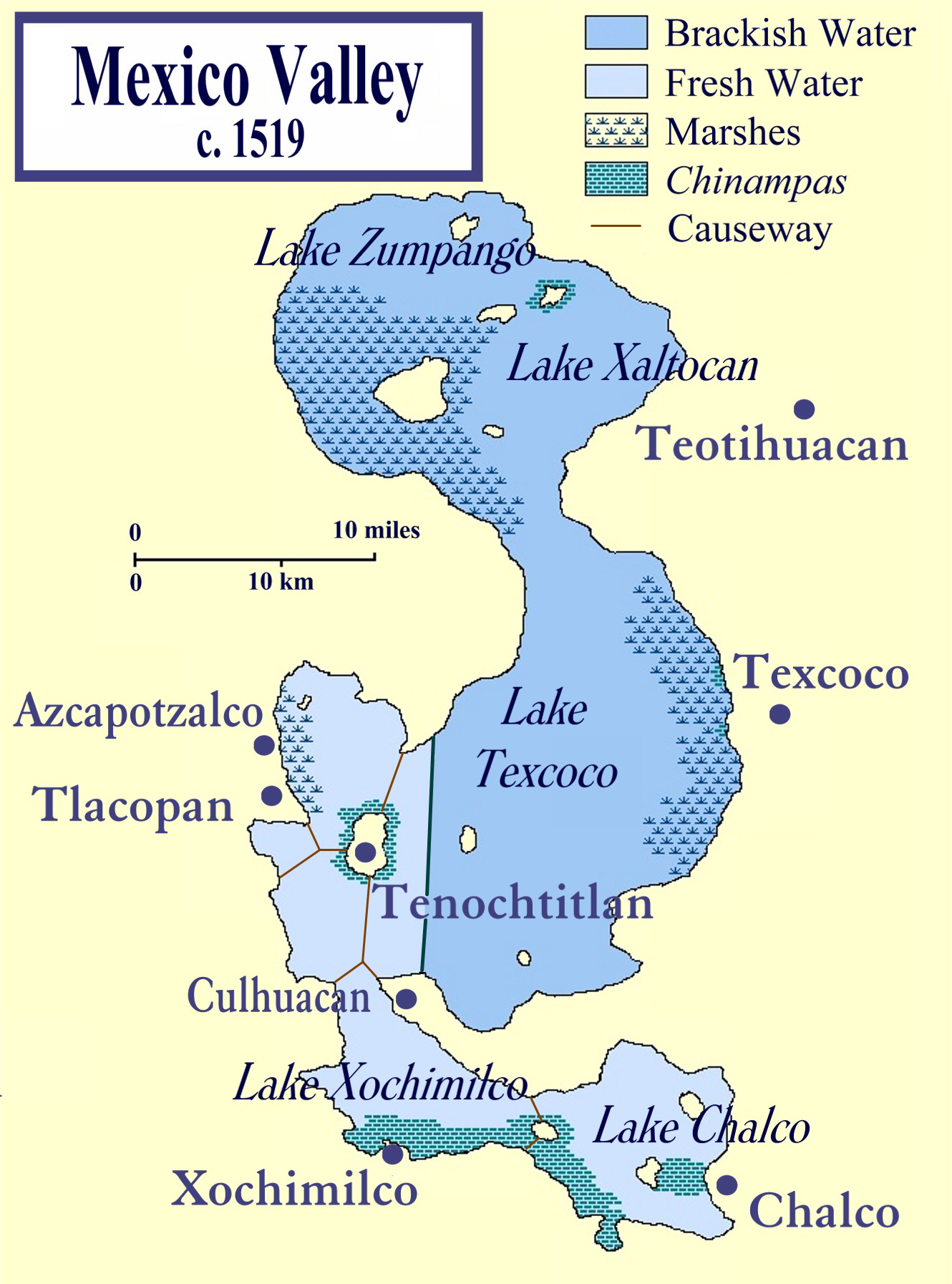
Jezerní systém Údolí Mexika v roce 1519

Údolí Mexika (španělsky Valle de México, v nahuatlu Anahuac) je údolí rozléhající se v jižní části Mexické plošiny, kde se nachází i hlavní město Mexika – Ciudad de México. Délka údolí od severu k jihu je přibližně 80 km, od východu k západu 60 km. Ačkoliv leží v tropickém podnebném pásu, průměrná roční teplota je zde 16–18 °C, protože se rozkládá ve výšce 2240 m n. m. Období dešťů často trvá od konce března do konce listopadu, tehdy zde průměrně naprší okolo 850 mm srážek, což je poměrně vlhká oblast.
Údolí Mexika je známé jako centrum mezoamerické kultury. Zdejší úrodná země umožnila rozvoj mnoha předkolumbovských civilizací (např. Teotihuacán, Toltékové nebo Aztékové). Před příchodem Španělů měla i řadu vzájemně propojených jezer jako Texcoco, Chalco, Xochimilco, Zumpango a Xaltocan.
Údolí představuje v současnosti nejhustěji osídlenou část celého Mexika. Ve stejnojmenné metropolitní oblasti Valle de México (kromě samotného Ciudad de México i okolní města ve státě México) žilo v roce 2020 více než 21 miliónů osob.